# Артеага (Коауила)
Артеага (исп. Arteaga) — небольшой город в Мексике, штат Коауила, входит в состав одноимённого муниципалитета и является его административным центром. Численность населения, по данным переписи 2010 года, составила 8446 человек.

## Общие сведения
Первыми поселенцами, основавшими здесь ранчо Сан-Исидро-де-лас-Паломас в 1580 году были дон Буэнавентура де Пас и дон Хоакин де Веласко. 31 октября 1591 года капитан Франсиско де Урдиньола официально основал здесь поселение-конгрегацию, где жили испанцы, тлашкальтеки и гуачичили, выращивая пшеницу и яблоки.
29 декабря 1866 года поселение было переименовано в Arteaga в честь мексиканского генерала Хосе Артеаги, и присвоен статус вилья.

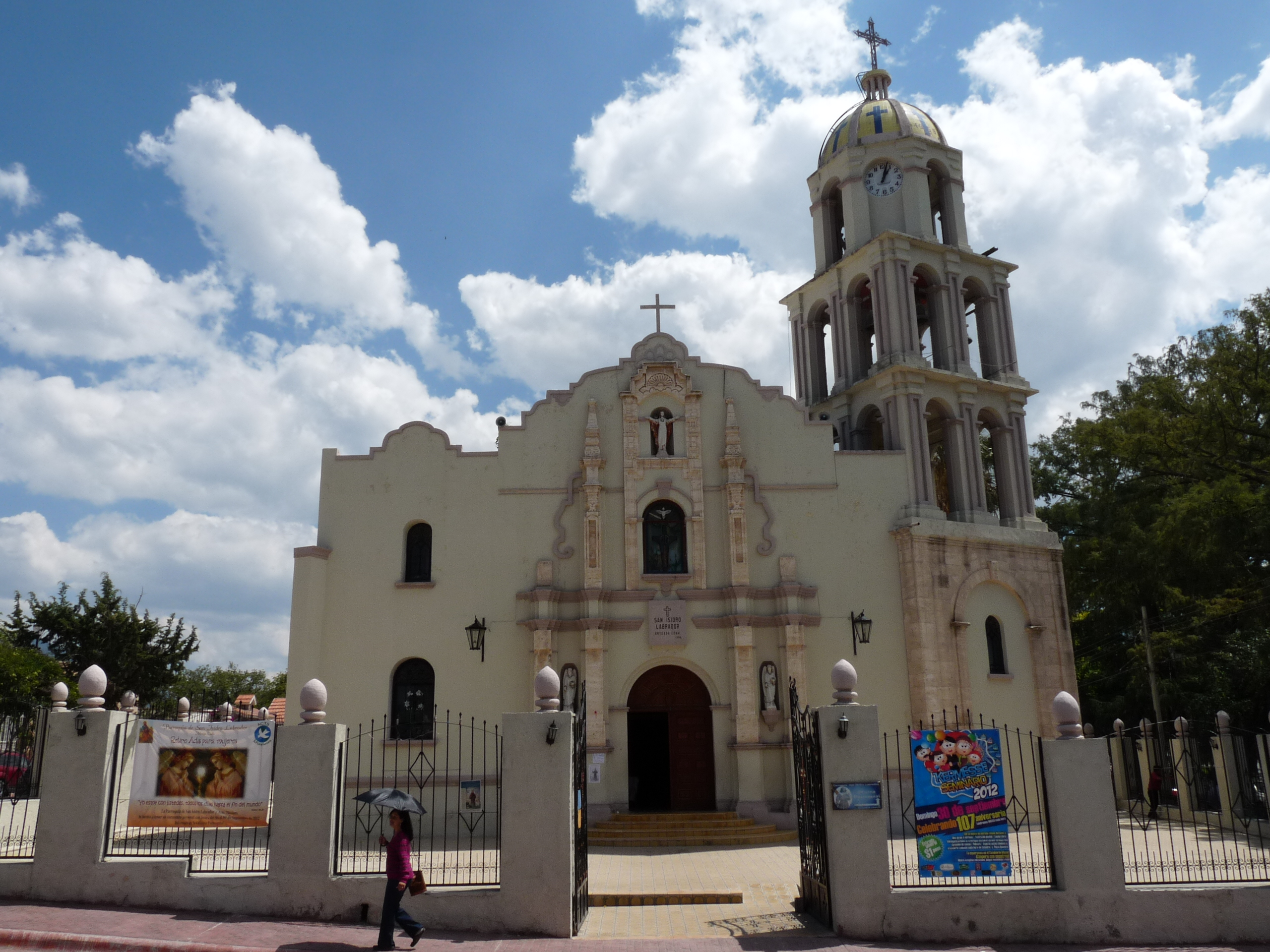
Церковь Сан-Исидро 1790 года